# عمر سيسكو إمبالو
عمر المختار سيسكو إمبالو (بالبرتغالية: Umaro Mokhtar Sissoco Embaló‏) (وُلد في 23 سبتمبر 1972- )، هو سياسي من غينيا بيساو، ينتمي للمؤسسة العسكرية في بلاده. تولى رئاسة البلاد في 03 يناير 2020، وكان قبلها رئيس وزراء غينيا بيساو منذ 18 نوفمبر 2016. حتى 16 يناير 2018.

## سيرته الذاتية
ازداد عمر المختار سيسكو إمبالو بتاريخ 23 سبتمبر 1972 في غينيا بيساو، لأم مالية. وقد درس في المعهد العالي للعلوم الاجتماعية والسياسية بالجامعة التقنية في لشبونة حيث حاز منها على شهادة في العلاقات الدولية، فضلاً عن درجة الماجستير في العلوم السياسية من معهد الدراسات الدولية بمدريد، ثم بعد ذلك على دكتوراة في العلاقات الدولية من جامعة كمبلوتنسي بمدريد. وهو يُجيد الحديث بعدة لغات، منها الإسبانية والعربية والفرنسية والبرتغالية.
وقد شغل إمبالو مسؤوليات مختلفة، منها وزير دولة ووزير للشؤون الأفريقية والشرق الأوسط والتعاون، إضافة إلى توليه منصب مستشار لأغلب رؤساء غينيا بيساو أثناء العقدين الأخيرين.
وهو يعمل في المؤسسة العسكرية لبلاده، وله خبرة في هذا المجال مكنته من إجراء دراسات حول الدفاع الوطني في مركز الدفاع الوطني في إسبانيا، ودراسات أخرى حول الأمن القومي في بروكسل وتل أبيب وجوهانسبرغ واليابان وباريس. كما تم ترقيته إلى رتبة عميد.
وقد شكّل حكومته في 13 ديسمبر 2016 بعدما أن عينه الرئيس جوسيه ماريو فاز رئيساً للوزراء في 18 نوفمبر 2016، لكن هذا التعين تلقى رفضاً من قبل الحزب الحاكم، معتبرينه مناقضاً لمضمون الاتفاق الموقع بوساطة المجموعة الاقتصادية لدول غرب أفريقيا.
وفي 1 يناير 2020 أُعلن فوزه بالانتخابات الرئاسية التي جرت في 29 ديسمبر 2019، بعد حصوله على نسبة 54% من الأصوات، ليخلف بذلك الرئيس السابق جوسيه ماري فاز.
في 1 فبراير 2022، نجا من محاولة انقلابية فاشلة قادها عسكريون في جيش غينيا بيساو بعد محاصرتهم مقر الحكومة في العاصمة بيساو أثناء تواجد الرئيس إمبالو خلال ترأسه مجلس وزراء.

## جوائز مستلمة
- في 4 مارس 2024، منحه الرئيس الفلسطيني محمود عباس القلادة الكبرى من وسام دولة فلسطين تقديرًا لدوره في تعزيز العلاقات بين البلدين.[9]